# أوليف جونز
أوليف جونز (بالإنجليزية: Olive Emily Jones)‏ هي خزافة نيوزيلندية، ولدت في 20 يونيو 1893، وتوفيت في 26 ديسمبر 1982.